# Ladja Mohyljanska

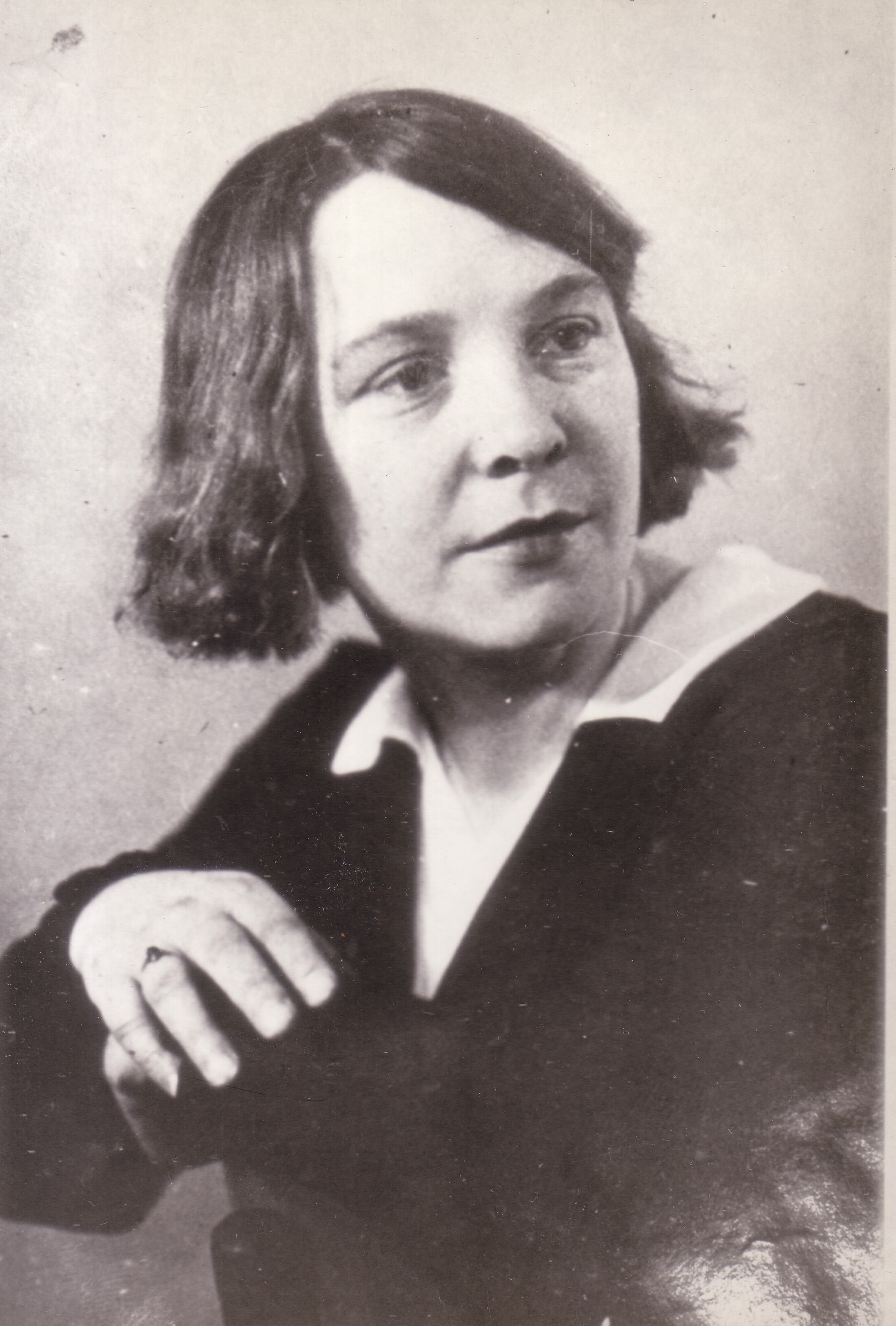
Ladja Mohyljanska, 1937

Ladja Mohyljanska (ukrainisch Ла́дя Могиля́нська, eigentlich Лі́дія Миха́йлівна Могиля́нська Lidija Mychajliwna Mohyljanska; * 26. Oktoberjul. / 7. November 1899greg. in Tschernihiw; † 6. Juni 1937 in Moskau) war eine ukrainische Dichterin und Vertreterin der Hingerichteten Wiedergeburt.

## Leben und Wirken
Lidija Mohyljanska wurde in die adlige Familie von Russobtowski-Mohyljanski in Tschernihiw hineingeboren. Ihr Vater war der  Schriftsteller Mychajlo Mohyljanskyj.
Mohyljanska besuchte ein Gymnasium in St. Petersburg und begann im Alter von 14 Jahren, Gedichte zu schreiben. Die turbulenten Ereignisse des Jahres 1917 zwangen die Familie jedoch, nach Tschernihiw zurückzukehren. Nach ihrer Rückkehr nach Tschernihiw begann sie, auf Ukrainisch zu schreiben. Sie engagierte sich in der lokalen Kulturszene, wo Wiktor Konowal, Pawlo Tytschyna, Marko Woronyj und Mychajlo Schuk aktiv waren. Sie war Mitglied der literarischen Vereinigung Pluh und hat Gedichte in den Zeitschriften Nowa henerazija, Sorja, Tscherwonyj schljach und Wseswit veröffentlicht.
Im Jahr 1929 wurde Mohylianska verhaftet und zum Tode verurteilt, weil sie konterrevolutionäres Informationsmaterial verbreitet und sich an der Organisation Demokratische Union beteiligt hatte, die zum Kampf gegen die bestehende Regierung aufrief. Dieses Urteil wurde später auf zehn Jahre Haft in Strafarbeitslagern reduziert. Sie verbüßte diese Strafe auf den Solowezki-Inseln und wurde dann zur Arbeit beim Bau des Weißmeer-Ostsee-Kanals versetzt. 1933 wurde ihre Haftzeit verkürzt, und sie begann beim Bau des Moskwa-Wolga-Kanals zu arbeiten. Sie arbeitete in der Presseabteilung des Dmitlag und veröffentlichte Gedichte und Prosa in Lagerzeitschriften. Im Jahr 1935 veröffentlichte sie eine Gedichtsammlung Zwei Kanäle (orig. Два канала) in russischer und ukrainischer Sprache.
Im März 1937 wurde sie Mitglied des Schriftstellerverbands der UdSSR. Im Mai desselben Jahres wurde sie zum zweiten Mal verhaftet und am 5. Juni 1937 vom NKWD und dem Staatsanwalt der UdSSR zum Tode verurteilt. Ladja Mohyljanska wurde am 6. Juni 1937 in Moskau auf dem Donskoi-Friedhof hingerichtet.
Lidija Mohyljanskas Bruder Dmytro Tas war ebenfalls Dichter und Schriftsteller.